# ジャパンエキスプレス (神戸)
株式会社ジャパンエキスプレスは、商船三井グループの総合物流会社。横浜の株式会社ジャパンエキスプレスとは、商船三井グループではあるが別会社。通称は社名の後ろに（神戸）（横浜）と付けて区別している。

## 沿革
- 1946年（昭和21年）11月　有限会社ジャパンエキスプレス(日本旅行社)設立(財団法人日本交通公社全額出資)
- 1952年（昭和27年）3月有限会社を株式会社に組織変更、株式会社ジャパンエキスプレス(日本旅行社)
- 1965年（昭和40年）3月株式会社ジャパンエキスプレスと社名変更
- 1968年（昭和43年）　大阪商船三井船舶株式会社資本参加　現（商船三井）
- 2014年（平成26年）　魚崎新危険品倉庫開業